# イエホオジロ

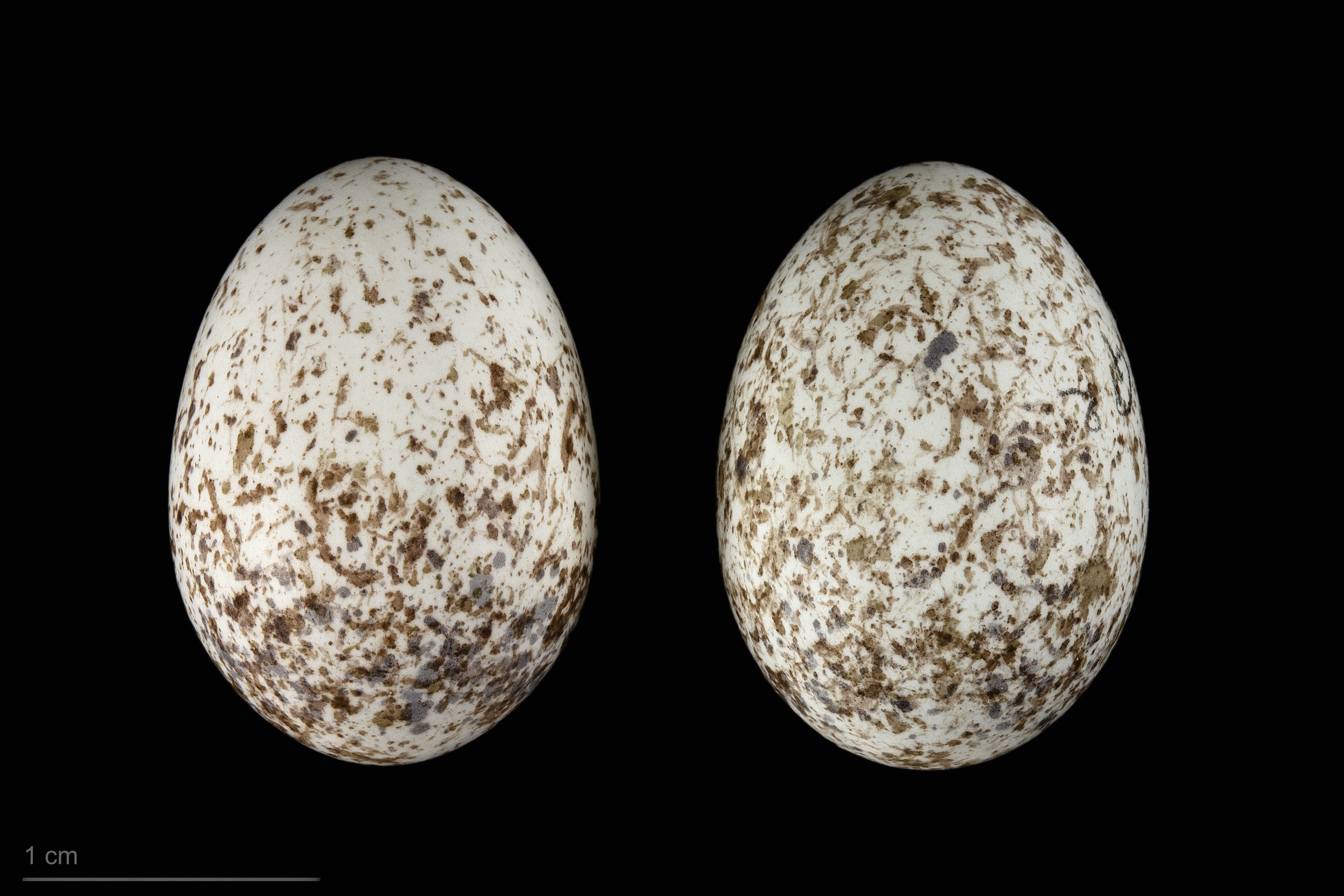
Emberiza striolata

イエホオジロ（学名：Emberiza striolata）は、スズメ目ホオジロ科に分類される鳥類。

## 形態
全長約14cm。